# Dickinson megye (Iowa)
Dickinson megye az Amerikai Egyesült Államokban, azon belül Iowa államban található. Lakosainak száma 17 703 fő (2020. április 1.). Dickinson megye Jackson, Clay, Osceola, Emmet, Palo Alto és O’Brien megyékkel határos.

## Népesség
A megye népessége az elmúlt években az alábbi módon változott:
| Lakosok száma | 16 659 | 16 864 | 16 946 | 16 955 | 17 111 | 17 703 |
|               | 2010   | 2011   | 2012   | 2013   | 2015   | 2020   |